# PKCS 11
Правильна назва цієї сторінки — PKCS#11, але її не можна використовувати через технічні обмеження.
У криптографії PKCS#11 — один із стандартів сімейства Public-Key Cryptography Standards (PKCS), опублікованих RSA Laboratories. Він визначає платформонезалежний програмний інтерфейс доступу до криптографічних пристроїв (засобів криптографічного захисту інформації або смарткарток). Іноді іменується як Cryptoki (від англ. cryptographic token interface).
API описує часто використовувані типи криптографічних об'єктів (RSA ключі, Сертифікати X. 509, Ключі DES/Triple DES, і т. ін.) та всі необхідні функції для використання, створення або генерації, модифікації і видалення цих об'єктів.
Оригінальне API написане для мови Сі, однак існує безліч адаптацій під інші мови програмування.

## См. також
- PC/SC — інший стандарт на цю ж тему.